# Ptilorrhoa castanonota
Ptilorrhoa castanonota là một loài chim trong họ Cinclosomatidae.